# A bocca chiusa
A bocca chiusa (italienska: med sluten mun), "brumkör", är beteckning för sång med slutna läppar, utan ord, så att stämman uteslutande strömmar ut genom näsan.
A bocca chiusa användes oftast i manskör som bakgrund till en solostämma eller för att uppnå instrumentala effekter (t. ex. hos Hugo Alfvén).